# Stanfieldiella
Stanfieldiella é um género botânico pertencente à família Commelinaceae.